# Bracon megapterus
Bracon megapterus är en stekelart som först beskrevs av Wesmael 1838.  Bracon megapterus ingår i släktet Bracon och familjen bracksteklar. Arten är reproducerande i Sverige. Inga underarter finns listade.